# Sociedade Musical Alegretense
A Banda Sociedade Musical Alegretense de Alegrete, Portalegre começou a sua actividade no ano de 1867.
Quanto à data exacta não há certeza, mas como de há longa data se vem comemorando o dia 8 de Dezembro como sendo o da sua fundação, é ponto assente que essa teria sido efectivamente a data da fundação da Banda Musical de Alegrete. Teve inicialmente cerca de 20 elementos e desde então eram as actividades artesanais (sapateiros, alfaiates, carpinteiros, ferreiros, etc) que funcionava como alfobre da Colectividade.
A sua primeira sede foi uma pequena sala cedida por um dos executantes e fundador da Filarmónica, posteriormente conseguiu melhorar a sua situação, ocupando a antiga Capela do Espírito Santo, onde permaneceu até 1981, ano em que se instalou no novo edifício construído com essa finalidade.
Foi seu primeiro Regente e Fundador , José Augusto Servo, natural de Alegrete, salvo um pequeno interregno de cerca de 2 anos a sua actividade tem sido constante e permanente, tendo sido reorganizada em 1919, pelo Capitão do Exército Manuel Miranda Branco.
Durante a sua actividade entrou em diversos concursos para Bandas Civis, destacando-se:
- 1º Lugar alcançado em Évora em 1966, no Concurso de Filarmónicas do Alentejo
- 2º Lugar em Setúbal 1969

As suas actuações estem-se por muitas terras do País, especialmente na zona onde se insere, actuando ainda regularmente em Festas na vizinha Espanha.
Ao longo de todos estes anos tem existido uma Escola de Música que tem preparado todos os executantes naturais de Alegrete, daqui tem saído um rol de músicos que fizeram da música profissão.
Em 1996 a Colectividade fundou a Escola de Música dirigida por um professor do ensino oficial que contou com a colaboração de dois jovens profissionais em Bandas Militares.
No ano de 2001 e novamente sob a regência do Sr. Luís Correia, no período de 19 a 23 de Julho, efectuou diversas actuações em França, mais concretamente na Cidade de Selles-Sur-Celles.
Em Março de 2002 a Colectividade recomeçou novamente com Escola de Música, com 30 alunos de ambos os sexos, sendo o professor, o Regente da Banda, Sr.º Hugo Guedelha.
A Banda da Sociedade Recreativa Musical Alegretense tem neste momento 148 anos e 48 elementos de ambos os sexos.